# 牛島 (山口県)
牛島（うしま）は、瀬戸内海周防灘の東部、室津半島の西側に位置する離島。山口県光市に属しており、室積港から定期旅客船で結ばれている。

## 概要
北西に開いたV字型の島で、集落はV字の内側に面している。周囲12kmで、海岸の大部分は断崖断壁であるが、東岸には全長約900mの玉石の海岸、平茂海岸がある。
古くは垣島と呼ばれていたが、平安時代に垣島牛牧（かきしまのうしのまき）として牛の放牧が行われていたことから、現在の牛島になったとされている。
瀬戸内海で唯一のカラスバトの生息地として全域が鳥獣保護区特別保護地区に指定されているほか、島の南側を中心にモクゲンジが生育しており、モクゲンジ群生地として山口県の天然記念物に指定されている。
波止と呼ばれる防波堤は、昭和初期まで利用者が出資した組合により管理されており、建設に当たっては組合が雇った石工などのほか組合員が家族総出で従事したとされている。波止の風景は藤田・西﨑の波止として、2004年に土木学会選奨土木遺産、2006年に水産庁の未来に残したい漁業漁村の歴史文化財産百選、2009年に国土交通省の島の宝100景にそれぞれ選定されている。
行政区域は、1889年（明治22年）4月1日の町村制の施行により室積村となった後、1906年（明治39年）1月1日、町制施行により室積町へ移行、1943年（昭和18年）4月1日の室積町の光町との合併により光市となって、現在に至っている。2017年4月1日時点の人口は32世帯49人で、65歳以上が9割以上となっている。
1961年に牛島診療所が開設され、光市民病院や光市医師会による巡回医療が行われた。1972年以降は常勤医が配置され週4日の診療が行われてきたが、2017年3月31日で常勤医が退任、後任が未定のため、4月以降は週1日の診療に縮小の上、光市立光総合病院の医師が交代で派遣されている。	
かつては光市立牛島小学校、光市立牛島中学校が存在したが、いずれも1999年に休校、2005年に廃校となったため、島内に学校は存在しない。
山口県漁業協同組合牛島支店は2014年に光支店と統合された。
島内には、島民の要望により1871年（明治4年）に田布施町麻郷から移転した教念寺、室町時代中期に大島郡小松町の志駄岸八幡宮を勧請し、1549年（天文18年）に建立された牛島八幡宮がある。

## 交通
牛島海運
- 室積港 - 牛島

牛島海運の旅客船「うしま丸」が1日3往復運航されている。